# Phlegräische Felder
Die Phlegräischen Felder (altgriechisch Φλεγραία πεδία Phlegraía pedía [zu φλέγειν phlégein  „brennen, flammen“]; lateinisch Phlegraei campi; italienisch Campi Flegrei) sind ein etwa 20 km westlich des Vesuvs gelegenes dichtbesiedeltes Gebiet mit hoher vulkanischer Aktivität in der italienischen Region Kampanien. Die Phlegräischen Felder werden als Supervulkan eingestuft. Sie lösten die größte explosive Eruption der letzten 200.000 Jahre im Mittelmeerraum aus. Der bislang letzte Ausbruch auf den Phlegräischen Feldern fand 1538 mit der Monte-Nuovo-Eruption statt.

## Lage und Ausdehnung

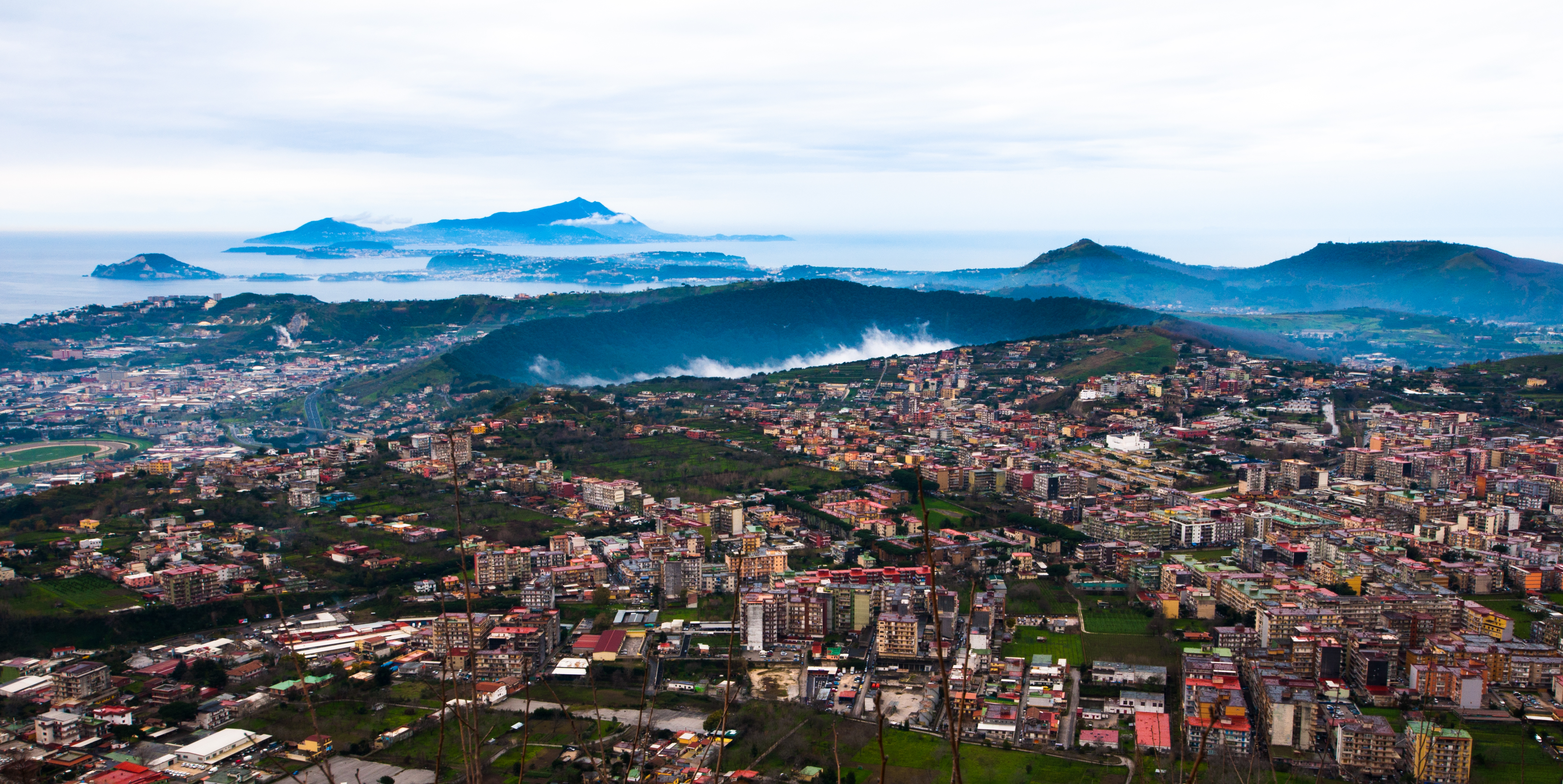
Blick über die Phlegräischen Felder vom Collina dei Camaldoli aus

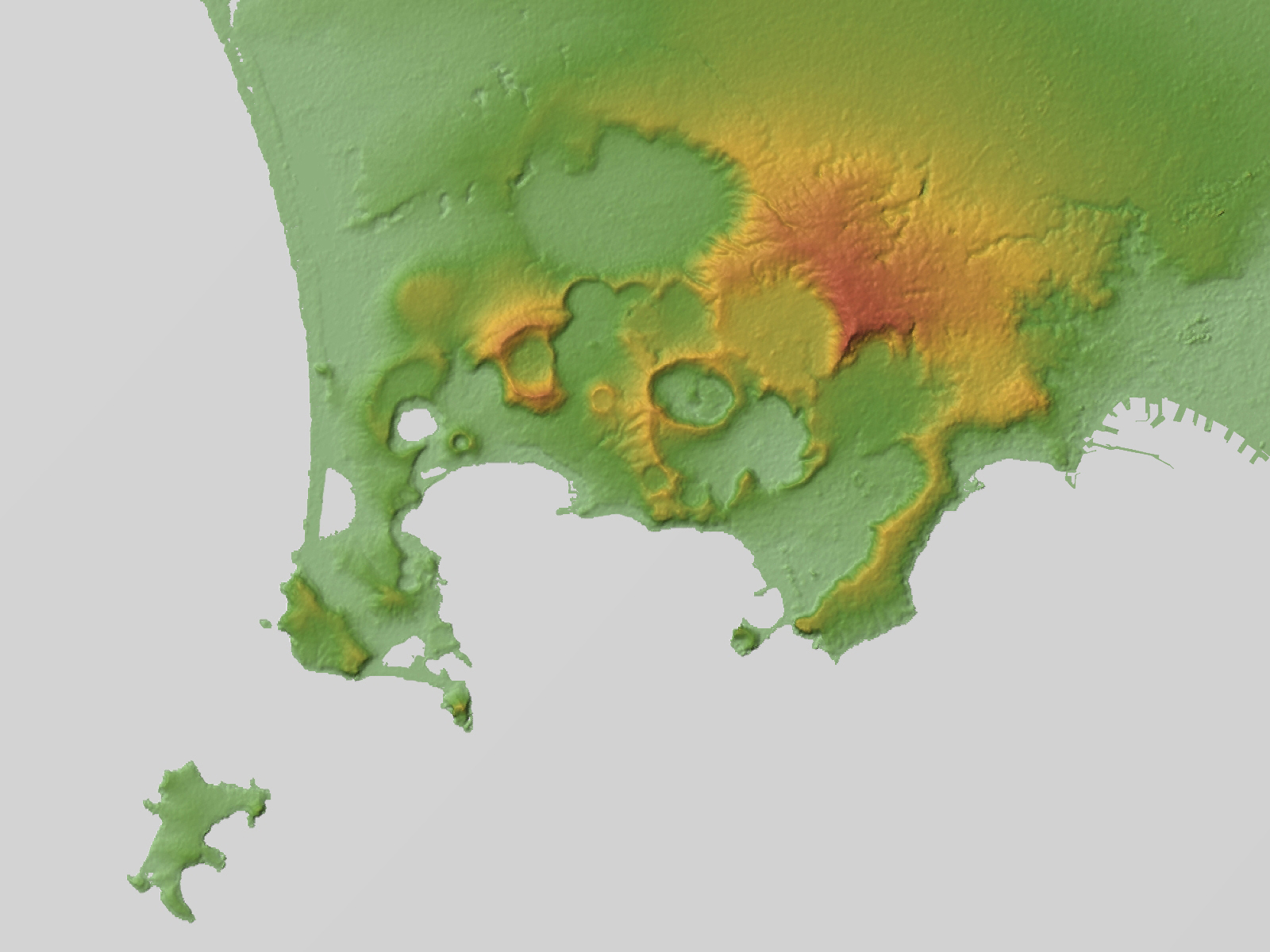
Topografische Karte der Phlegräischen Felder

Die Phlegräischen Felder dehnen sich am Golf von Neapel über ein Gebiet von mehr als 200 km² aus. Im Norden reichen sie auf dem Festland vom westlichen Stadtrand von Neapel mit den Hügeln Camaldoli (457 m s.l.m.), Vomero und Posillipo, über den Golf von Pozzuoli mit seiner Hügellandschaft am Tyrrhenischen Meer mit Agnano, Astroni, Monte Gauro und Lago d’Averno bis zum historischen Cumae und nach Monte di Procida. Der südliche untermeerische Teil setzt sich im Golf von Pozzuoli und im Golf von Neapel fort. Administrativ liegen die Phlegräischen Felder in den Gemeindegebieten von Bacoli, Monte di Procida, Pozzuoli, Quarto, Giugliano und Teilen Neapels. Etwa 350.000 Menschen leben dort.

## Geologie
Die Phlegräischen Felder sind ein klassisches Beispiel für ein Vulkanfeld. Letzteres ruht auf einer Caldera und bildet mit den Vulkaninseln Procida und Ischia das Phlegräische Vulkansystem. Das aktive Vulkansystem liegt im Acerragraben, in dem sich der Phlegräische Vulkanismus entwickelt. Letzterer wird von mehreren großen Magmakammern gespeist, die in einer Tiefe zwischen drei und acht Kilometern liegen und ein Volumen von über 300 km³ trachybasaltischer bis trachyphonolithischer Magma beinhalten. Am subaerischen Rand der Caldera finden sich eine Reihe von jüngeren Vulkankegeln und -kratern, die zum Großteil monogenetischer Natur sind. Letztere sind in ihrer Struktur fast vollständig erhalten, während die älteren Eruptionszentren durch Auswurfmaterial nachfolgender Eruptionen meist verschüttet oder durch exogene oder tektonische Prozesse zerstört wurden.
In der Vergangenheit fielen die Vulkane der Phlegräischen Felder sowohl durch ihre effusiven als auch durch ihre explosiven Eruptionen auf, darunter waren auch einige Plinianische Eruptionen. Der Großteil der vulkanischen Ablagerungen sind Pyroklastika wie Tuff, Bims und Breccie. Nur einen geringen Anteil machen Laven aus.
Die Insel San Martino, die Tuff- und Aschekegel von Miliscola und Vita Fumo, die Lavadome von Cumae und Punta Marmolite am östlichen und nördlichen Rand der Felder sowie die Tuffkegel von San Sepolcro, Capodimonte und Monte Echia am östlichen Rand bilden die Überreste des alten und ersten Phlegräischen Feldes. Sie finden sich zum Großteil im Stadtgebiet von Neapel sowie in den Gemeindegebieten von Monte di Procida und Quarto.
Das herausragende Element des Vulkanfeldes der Phlegräischen Felder ist jedoch die Caldera. Sie besteht aus einem zentralen etwa 1500 m in die Tiefe kollabierten Bereich und einer äußeren Zone, die lediglich zwischen 600 und 700 m eingesunken ist. Die Caldera füllte sich im Laufe der Zeit mit Meerwasser und mit pyroklastisch-epiklastischen Sedimenten, die eine Höhe von mehreren hundert Metern erreichen. In der Wissenschaft besteht keine einhellige Meinung über ihre genaue geografische Abgrenzung, insbesondere was ihren östlichen Rand im heutigen Stadtgebiet von Neapel anbelangt. Umstritten ist auch ihre exakte Entstehungszeit. Einige Autoren verbinden ihre Entstehung mit der Kampanischen-Ignimbrit-Supereruption (KI-Eruption) vor etwa 39.000 Jahren BP, nach anderen Autoren entstand die Caldera erst mit der Gelben-Neapolitanischen-Tuff-Eruption (YNT-Eruption) vor etwa 15.000 Jahren BP. Wiederum andere Wissenschaftler gehen davon aus, dass die Caldera ein Ergebnis aus zwei kollabierenden Ereignissen ist, die auf die beiden großen Ausbrüche der KI- und der YNT-Eruption zurückzuführen sind.

## Vulkanische Aktivität

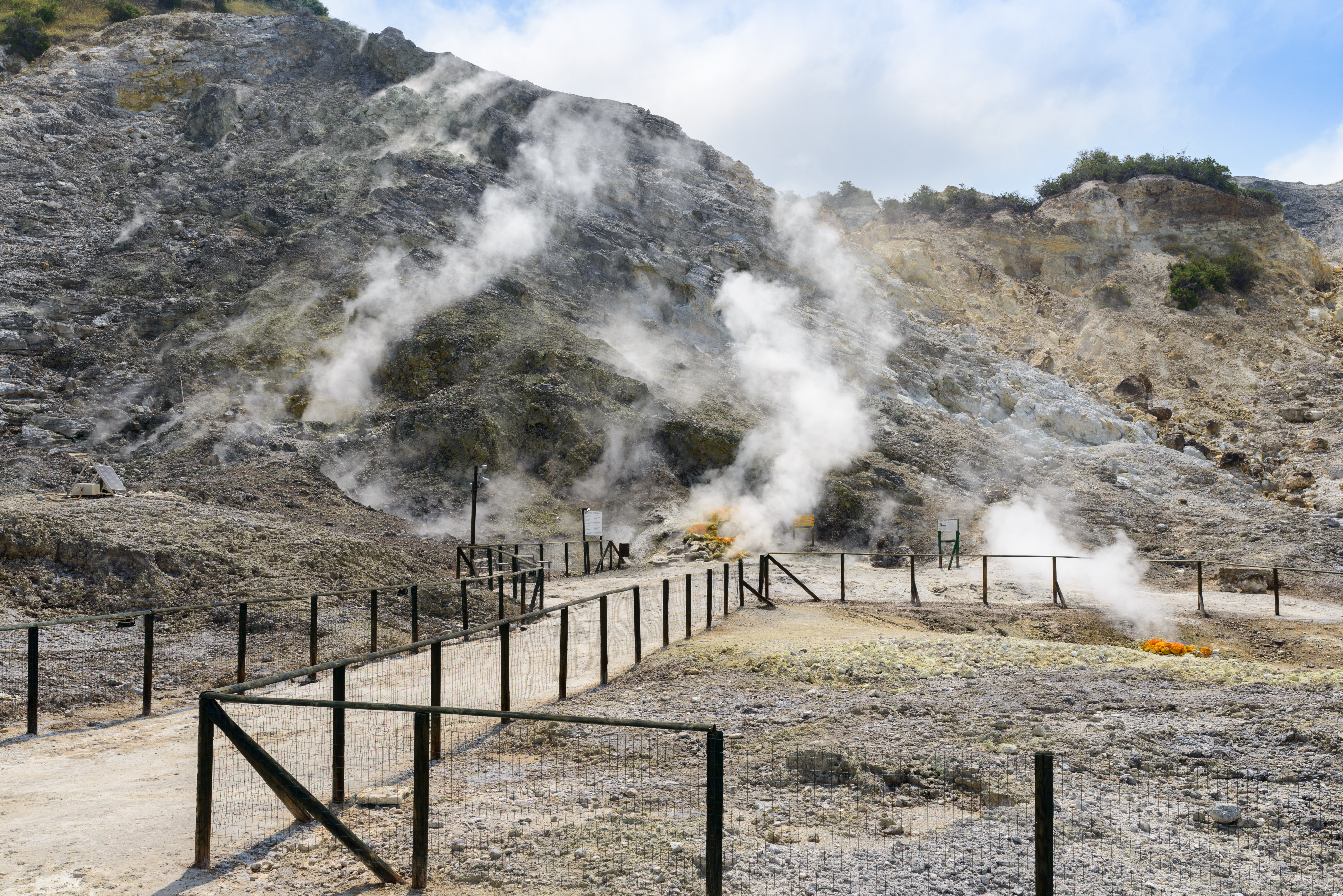
Die Solfatara bei Pozzuoli

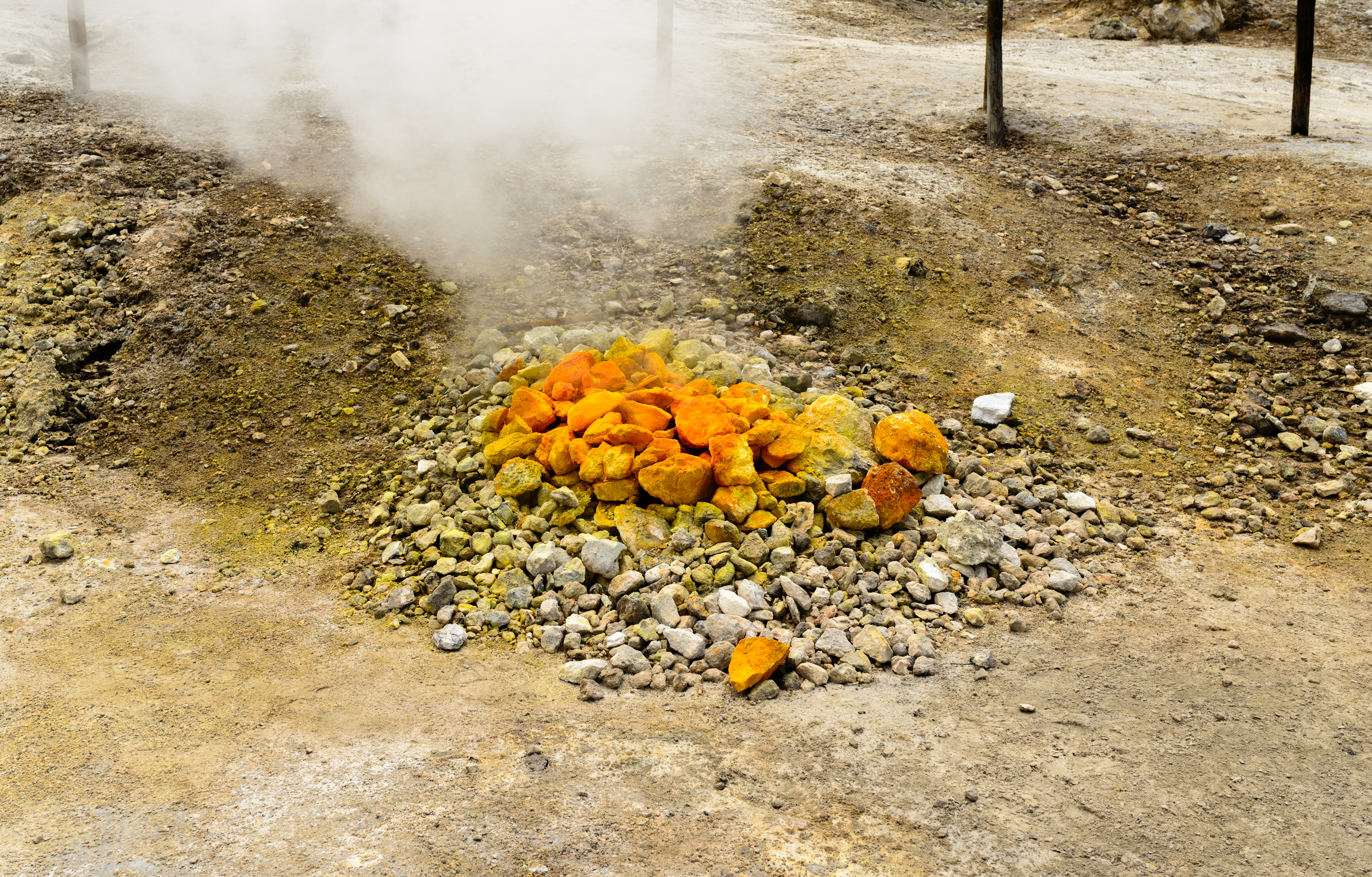
Gasaustritte im Solfatara-Krater

Der Boden auf den Feldern kann durch die vulkanische Aktivität sehr heiß werden. Neben Solfataren und Mofetten gibt es zahlreiche Thermalquellen und Fumarolen. An vielen Stellen ist das Gestein durch die aufsteigenden Schwefeldämpfe gelb gefärbt. Auf dem gesamten Gebiet gibt es mehr als 50 Eruptionsherde, darunter den Krater Solfatara. Die nicht sichtbare, eingesunkene Caldera liegt zu zwei Dritteln unter Wasser und stellt einen von über 20 Supervulkanen auf der Erde dar;
2008 wurde veröffentlicht, dass die Phlegräischen Felder und der Vesuv in zehn Kilometern Tiefe eine gemeinsame Magmakammer besäßen. Dieses einfache Bild wird von anderen Fachleuten angezweifelt, da die chemische Struktur der Laven deutlich unterschiedlich ist.
Hebungen und Erdbeben führten in der Vergangenheit im Gebiet der Phlegräischen Felder zu vielen Erdrutschen. So fanden zwischen 1828 und 2017 2302 Erdrutsche statt. Bei 53 Erdrutschen verloren dabei insgesamt 127 Menschen ihr Leben. Die meisten Erdrutsche traten an der Küste auf, wo zusätzliche Erosion stattfand. Das bei der solfataren Tätigkeit auftretende Kohlenstoffdioxid stammt nicht nur aus Ausgasungen des Magmas, sondern wird auch durch Hitze und Druck aus angrenzenden Gesteinen umgewandelt und ausgetrieben.
Die stärkste bekannte Eruption in den Phlegräischen Feldern (Kampanischer Ignimbrit) wird derzeit auf ein Alter von etwa 39.280 Jahren geschätzt; sie lösten die größte explosive Eruption der letzten 200.000 Jahre im Mittelmeerraum aus. Bei dieser supermassiven Eruption wurden ca. 430 bis 680 km³ Tephra und Ignimbrit ausgestoßen, deutlich mehr als beim Ausbruch des Tambora im Jahre 1815. Die angegebenen Mengen ergeben eine Stärke von 7 auf dem Vulkanexplosivitätsindex (VEI). Eine neue Studie fand Hinweise für einen bisher unbekannten Ausbruch vor etwa 29.000 Jahren, dessen Ablagerungen in einem Gebiet von etwa 150.000 Quadratkilometern gefunden wurden.
Bei einem weiteren Großausbruch vor 15.000 Jahren wurden 40 km³ Material ausgestoßen und 1000 km² Bodenfläche zerstört. Der letzte größere Ausbruch – die Monte-Nuovo-Eruption – fand im Jahr 1538 statt. Er dauerte acht Tage, zerstörte den Ort Tripergole und kostete 24 Menschen das Leben. Aus dem ausgeworfenen Material entstand ein neuer Berg – der Monte Nuovo – und der angrenzende Lago d’Averno (Averner See; ein mit Wasser gefüllter Vulkankrater) wurde vom Meer abgeschnitten.

## Aktivitäten im 21. Jahrhundert
2012 wurden unterirdische Aktivitäten gemessen. Der Zivilschutz erhöhte daraufhin die Warnstufe. 2016 wurden erste Modelle für den Ausbruchsmechanismus von sauren Caldera-Vulkanen im Allgemeinen und den Phlegräischen Feldern im Speziellen erstellt. Am 21. August 2017 erschütterte ein Erdbeben mit der Stärke 4,0 die Insel Ischia. Die Übertragung von magmatischen Flüssigkeiten aus dem in einer Tiefe von 7 bis 8 km gelegenen Hauptreservoir in das flache hydrothermale System (~3 km) wurde als mögliche Ursache für die Aktivitäten ab den 2010er Jahren angegeben.
Forscher der ETH Zürich fanden 2018 Hinweise darauf, dass die nächste Eruption ein großer, eine Caldera bildender Ausbruch werden könnte. Sie sammelten in den Phlegräischen Feldern Gesteine von zahlreichen früheren Ausbrüchen und analysierten diese. Bei der bisher letzten Eruption im Jahre 1538 wurde eine Magma-Art ausgestoßen, die auch beim Ausbruch vor den letzten katastrophalen Eruptionen ausgestoßen worden war. Die Forscher folgerten daraus, es scheine sich „anzudeuten, dass der nächste Ausbruch bereits ein katastrophales Großereignis werden könnte, wie jenes, welches zur Calderabildung führte“. Am 16. März 2022 erschütterte ein Erdbeben der Stärke 3,5 am Westrand der Solfatara die Phlegräischen Felder. Am 29. März 2022 kam es zu einem Beben der Stärke 3,6 östlich der Solfatara. Diese beiden Ereignisse waren die stärksten seit der Krise aus den 1980er Jahren.

### Ab 2020
Mithilfe von natürlichen Erdbeben wurden die Verhaltensmuster der Gesteinsschichten analysiert, die bisher das aufsteigende Magma zurückgehalten haben. Die Studie ergab, dass seit Sommer 2020 vermehrt Brüche und Verformungen dieser Gesteinsschichten auftraten, was zu stärkeren Erdbeben in Tiefen unterhalb von 2 Kilometern führte. Dies könnte langfristig die Möglichkeit des Magmaaufstiegs erhöhen. Die Forscher präsentierten drei Szenarien, darunter eine mögliche Wiederkehr von vulkanischer Aktivität. Die bisher beobachteten Rissbildungen lassen darauf schließen, dass das Ausbruchsrisiko möglicherweise höher ist als bisher angenommen. Nachdem sich im Mai 2023 bereits die Hebungsrate verringert hatte und im Juli auch die Seismizität nachgelassen hatte, zog beides im August wieder an.

### Ab 2023
Am 18. August 2023 ereignete sich einer der stärksten Erdbebenschwärme seit Beginn der aktuellen Hebungsphase im Jahr 2005. Mit über 150 registrierten Erdbeben an diesem Tag (Stand 20:07 MESZ), vorwiegend in Tiefen von weniger als 2 km, erreichte der stärkste Erdstoß eine Magnitude von 3,6 (vorher 3,3). Diese zunehmende Erdbebentätigkeit weckte Sorgen unter den Bewohnern der Region, da sie auf potenzielle Fluidbewegungen im Untergrund hinweist und phreatische Eruptionen in der Solfatara-Zone vermuten lässt. Obwohl Anzeichen für eine mögliche magmatische Aktivität beobachtet wurden, war eine unmittelbar bevorstehende vulkanische Eruption noch nicht erreicht.
Einen Tag nach dem starken Schwarmbeben hatte sich die seismische Aktivität normalisiert. Ein Erdbeben der Magnitude 2,0 und Hypozentrum in 2,6 km Tiefe im Golf von Pozzuoli wurde verzeichnet. Die Beben, vor allem um die Solfatara, beunruhigten erneut die Caldera-Bewohner. Auf Il Mondo dei Terremoti wurde ein beruhigender Artikel veröffentlicht, der jedoch widersprüchliche Informationen enthielt. Er betont, dass die aktuelle Aktivität im Hydrothermalsystem begründet liege und kein oberflächennahes Magma für eine Eruption vorhanden sei, im Gegensatz zu Forschungsergebnissen. Eine phreatische Eruption ohne Magma sei möglich, langfristig jedoch sei eine Eruption wahrscheinlich, die Erwägung einer Umsiedlung der Caldera-Bewohner sei ratsam, selbst bei moderatem Ausbruchspotenzial.
Am 19. August 2023 machte der italienische Zivilschutz bekannt, welche Maßnahmen die Anwohner der betroffenen Gebiete im Falle einer anstehenden Eruption ergreifen sollten. Zugleich wurden auf der Internetseite des Zivilschutzes die Informationen zu den Campi Flegrei aktualisiert. Am 21. August 2023 wurde die Bevölkerung von einem lauten Knall und einem Erdstoß der Magnitude 2,5 geweckt. Es folgte ein Erdbebenschwarm mit über 50 weiteren Erdstößen. Diese Erdbeben werden in einem Zusammenhang mit Fluidströmen (und hier ist in erster Linie Wasser gemeint) gesehen, die von der tieferen magmatischen Tätigkeit angetrieben werden. In diesem Zusammenhang könnte es durchaus auch einen Ausbruch in Form einer Phreatischen Explosion geben.
Nach den erneuten Erdstößen forderte der Bürgermeister von Pozzuoli ein Treffen mit dem für den Zivilschutz zuständigen Minister der Regierung Meloni. Rom müsse die Gemeinde insbesondere bei der Prävention und bei der Beseitigung von Erdbebenschäden an privaten Immobilien infolge des andauernden Bradyseismos finanziell unterstützen.
Im September 2023 ereigneten sich innerhalb weniger Wochen die beiden schwersten Erdstöße seit 40 Jahren in der Region. Am 7. September erschütterte ein Erdstoß der Magnitude 3,8 die Phlegräischen Felder. In Agnano, einem Vorort von Neapel, kam es zu kleineren Gebäudeschäden und in Pozzuoli zu einem Stromausfall. Mit einer Magnitude von 4,2 wurde am 27. September ein noch stärkerer Erdstoß registriert, der noch in Rom zu spüren war. Erneut kam es zu kleineren Gebäudeschäden.
Am 28. September kündigte der für den Zivilschutz zuständige Minister, Nello Musumeci, die Ausarbeitung eines Notfallgesetzes an, um für alle Fälle gewappnet zu sein. Zugleich teilte der Präsident des Istituto Nazionale di Geofisica e Vulcanologia (INGV) vor dem Umweltausschuss der Abgeordnetenkammer mit, dass die weitere Entwicklung in den Phlegräischen Feldern nicht abzusehen sei. Er sprach von zwei möglichen zukünftigen Szenarien. Entweder werde der anhaltende Bradyseismos, wie bei der zwischen 1982 und 1984 andauernden zweijährigen Phase, zu einem Ende finden oder es werde im schlimmsten Fall, wie zuletzt 1538, zu einem Ausbruch kommen. Falls die Hebung des Bodens weitergehe, seien weitere Erdbeben nicht auszuschließen, die auch die Magnitude 5 erreichen könnten.
Laut Monatsbericht des INGV wurden im September 2023 knapp über 1100 Erdstöße gemessen, 92 % davon lagen unter der Magnitude 1. Zwischen dem 21. und 23. September kam es im Gemeindegebiet von Pozzuoli zu einer signifikanten Beschleunigung der Bodenhebung von 10 mm in drei Tagen. Bis dahin hatte die Hebung seit Januar 2023 bei etwa 15 mm im Monat gelegen. Seit Beginn der Hebungsphase im November 2005 hob sich der Boden im gleichen Messgebiet um etwa 115 cm, davon seit Januar 2016 allein um 86 cm. Zugleich wurde im September 2023 ein leichter Anstieg der maximalen Bodentemperaturen im Bereich der Solfatara und der Pisciadelli verzeichnet. Der tägliche Ausstoß von CO2 in der Solfatara lag im Trend bei etwa 4000 t und entsprach etwa den Werten, die in einer Abgasfahne eines ausgasenden aktiven Vulkans zu finden sind. Die Warnstufe blieb unverändert bei zwei von vier.
Am 2. Oktober 2023 erschütterte ein Beben der Stärke 4,0 den Großraum Neapel. Laut INGV lag das Hypozentrum in 2,6 km Tiefe im Gemeindegebiet von Pozzuoli. Die von dem seit Wochen anhaltenden Erdbebenschwarm beunruhigte Bevölkerung von Pozzuoli reagierte zunehmend verärgert und beschuldigte die Behörden, Informationen zurückzuhalten. Der zuständige Assessor für Zivilschutz der Region Kampanien erklärte am 11. Oktober 2023 vor dem Umweltausschuss der Abgeordnetenkammer in Rom, dass im Falle eines Vulkanausbruches in den Phlegräischen Feldern etwa 500.000 Personen evakuiert werden müssten. Er wies zudem auf die Schwierigkeiten hin, mit denen sich diejenigen Gemeinden konfrontiert sähen, die eine größere Anzahl von Personen, auch längerfristig, aufnehmen müssten.
Am 1. November 2023 ließ Zivilschutzminister Nello Musumeci mit seiner Aussage aufhorchen, dass eine Erhöhung der dreistufigen Gefahrenstufe auf die Voralarmstufe orange im „Bereich des Möglichen“ liege. Dem vorausgegangen war eine Besprechung des Ministers mit einer Expertenkommission. Nach den Aussagen der Experten gebe es verstärkt Anzeichen, dass die augenblickliche Hebungsphase durch den Anstieg von Magma verursacht sei. Bislang ging man davon aus, dass der Bradyseismos allein durch Ausgasungsprozesse bedingt sei. Der Zivilschutz müsse, so Musumeci, dementsprechend auf eine eventuelle schnelle Veränderung der Gefahrenstufe vorbereitet sein. Ein Voralarm würde bedeuten, dass ein Ausbruch in einigen Wochen statt bislang einigen Monaten bevorstehen könne. Eine Evakuierungsoption für bis zu 500.000 Bewohner in der Region stehe in der Diskussion, obwohl die Vorhersage eines Ausbruchs nach wie vor äußerst schwierig sei, und die Balance zwischen Information und Vermeidung von Panik eine Herausforderung darstelle.

### Ab 2024
Die Bodenhebung steigerte sich im April 2024 deutlich. Innerhalb von 15 Tagen wurden zwei signifikante Schübe verstärkter Bodenhebung beobachtet, wobei der Boden um 10 mm bzw. ca. 5 mm anstieg. Diese Beschleunigung auf eine Rate von gut 10 mm pro Woche stellt einen signifikanten Anstieg dar, verglichen mit früheren Hebungsphasen. Laut dem INGV-Chef Carlo Doglioni könnte dies auf die Existenz eines magmatischen Sills in 4 Kilometern Tiefe hindeuten, der von einem größeren Magmenkörper in 8 km Tiefe gespeist wird.
Am 20. Mai 2024 ereignete sich mit einer Magnitude von 4,4 das stärkste Erdbeben der letzten 40 Jahre. Das Hypozentrum lag im Krater der Solfatara. Mehrere Gebäude in Pozzuoli mussten vorsichtshalber evakuiert werden. Dem Erdstoß war ein Erdbebenschwarm vorausgegangen, der mit über 150 Erdstößen auch am folgenden Tag anhielt.
Am 26. Juli 2024 um 13:46 Uhr erschütterte ein weiteres Erdbeben mit der Stärke 4,0 die Region Neapel. Das Hypozentrum lag im Bereich der Phlegräischen Felder in rund 4 km Tiefe.
Mitte August 2024 begann eine Phase mit viel weniger Erdbeben. Die Geschwindigkeit des Bodenhebens verringerte sich.

### Ab 2025
Am 13. März 2025 um 00:30 Uhr bebte die Erde mit Magnitude 4,6, was das stärkste Erdbeben bisher darstellte, mit Zentrum im Golf von Pozzuoli in 2 km Tiefe. Eine Frau wurde schwer verletzt, Gebäude wurden beschädigt. Es folgten fünf lange, stärkere Nachbeben, die in der Bevölkerung teilweise Panik auslösten. Am 7. August 2025 veröffentlichte die Universität Pisa und das GFZ eine Meldung, dass eine Analyse der Erdbebensignale der letzten 10 Jahre von Erdbeben mit sehr tiefen Frequenzen Rückschlüsse auf eine rissartige Struktur in ca. 3,5 km Tiefe gibt, die das Magmenreservoir in der Tiefe mit den Fumarolen an der Oberfläche verbindet. Die Resonanzfrequenzen dieser Struktur haben sich über die vergangenen Jahre nicht verändert, was den Schluss zulässt, dass sich insgesamt dort nichts verändert hat, und das Deckgebirge über der Struktur noch intakt ist.